# Terre émergée

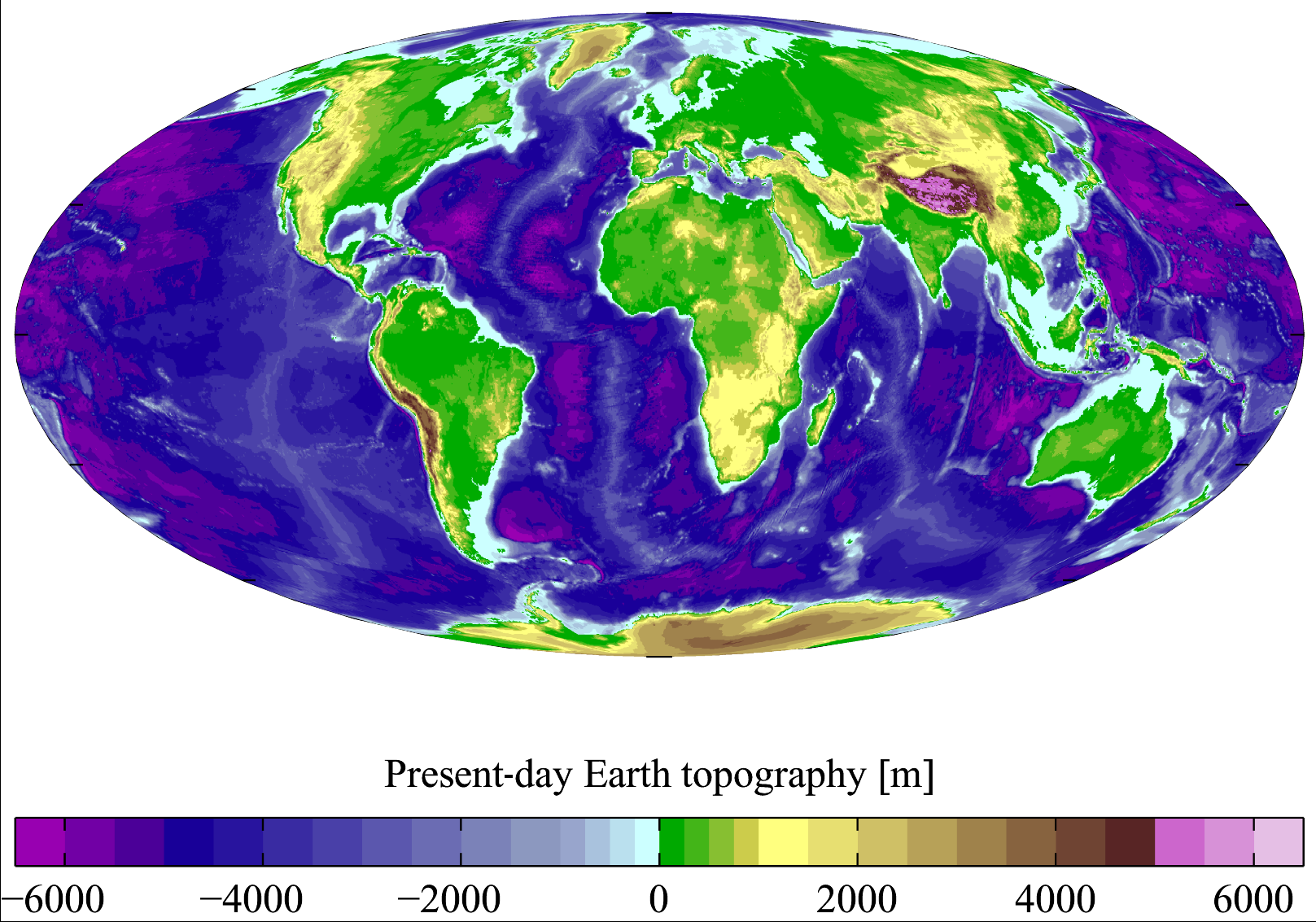
Topographie actuelle de la Terre.

Les terres émergées sont les continents et les îles, par opposition à l'océan mondial.

## Définition et description
Selon le site de l'encyclopédie Larousse, la totalité des terres émergées représente environ 148 millions de km2, soit 29 % de la superficie du globe terrestre. Si on leur adjoint les plates-formes continentales, recouvertes par des mers épicontinentales de faible profondeur, cela ajoute 35 millions de km2, les masses continentales couvrant alors 36 % de la surface de la Terre.
Le sol recouvert par des eaux de surface ou un glacier est compté dans les terres émergées. Selon le contexte, les lacs et les mers intérieures sont comptés ou non.

## Particularités
Sur Terre, le point Nemo, également dénommé « pôle maritime d'inaccessibilité », est le point de l'océan le plus éloigné de toute terre émergée. 